# Iue Toshio
Iue Toshio (jap. 井植 歳男, * 28. Dezember 1902, Awaji-shima, Präfektur Hyōgo; † 16. Juli 1969) war ein japanischer Erfinder und Industrieller. Nach mehreren Jahrzehnten als Manager in der Firma seines Schwagers Matsushita Kōnosuke gründete er 1947 die Firma Sanyo.

## Biographie
Toshio Iue wurde als Sohn eines Seemanns auf Awaji-shima geboren. Von Beginn an arbeitete er in dem von seinem Schwager Matsushita Kōnosuke 1918 gegründeten Unternehmen Matsushita Electric Industrial (heute Panasonic Corporation) in Osaka, das von ursprünglich drei Angestellten bis zum Zweiten Weltkrieg auf mehrere 10.000 anwuchs und in dem er führende Positionen einnahm. Nach der Niederlage Japans wurde der Konzern vom Supreme Commander als Zaibatsu eingestuft, das Management mit Matsushita und Iue entlassen. Während Matsushita 1947 zurückkehren konnte, gründete Iue im gleichen Jahr mit Unterstützung der Sumitomo Bank (heute Sumitomo Mitsui Financial Group) in einem ehemaligen Matsushita Werk in der Präfektur Hyōgo die Firma Sanyo, die ähnliche Produkte herstellte wie Matsushita.
Toshio Iue leitete die Firma bis 1968, Nachfolger wurde sein jüngerer Bruder. 2009 wurde Sanyo von Panasonic übernommen.